# Gogunu
Gogunu (Gogounou) é uma cidade do Benim localizada no Departamento de Alibori.

## Geografia
Gogounou fica cerca de 35 km ao sul de Candi e tem uma população de 117 523 habitantes (Censos de 2013).